# Edifici al carrer Pere Puig, 5 (Martorell)
L'Edifici al carrer Pere Puig, 5 és una obra del municipi de Martorell (Baix Llobregat) inclosa en l'Inventari del Patrimoni Arquitectònic de Catalunya.

## Descripció
Es tracta d'un edifici entre mitgeres de planta baixa, pis i golfes amb galeria a la façana. Composició ornamental de gust ferm i senyorial: simulació de carreus, balustrada ornamental ceràmiques, carteles intercalades per ceràmica de bon disseny, bigues quadrades de fusta (les originals de la construcció) i restes d'algun cassetó sota la coberta de l'edifici. Porta d'accés en quarterons i tarja amb treball de forja.

## Història
L'Ajuntament disposa (en el Museu Municipal) de documentació relacionada amb la construcció d'un bon nombre d'edificis de Martorell, des de ja fa més de dues centúries.